# Хамоник, Трэвис
Трэ́вис Хамоник (англ. Travis Hamonic; 16 августа 1990, Сен-Мало, Манитоба, Канада) — канадский хоккеист, защитник клуба НХЛ «Детройт Ред Уингз».

## Статистика
| Легенда | Легенда                    | Легенда | Легенда                   | Легенда | Легенда    |
| ------- | -------------------------- | ------- | ------------------------- | ------- | ---------- |
| И       | Количество проведённых игр | Штр     | Штрафное время            | +/−     | Плюс-минус |
| Г       | Голы                       | П       | Голевые передачи          | О       | Очки       |
| -       | Статистика неизвестна      | —       | Статистика не учитывалась |         |            |

## Достижения

### Командные
Международные
| Год  | Команда         | Достижение                                    | Достижение |
| ---- | --------------- | --------------------------------------------- | ---------- |
| 2008 | Канада (юниор.) | Победитель юниорского чемпионата мира         |            |
| 2010 | Канада (мол.)   | Серебряный призёр молодёжного чемпионата мира |            |

### Личные
Юниорская карьера
| Год  | Команда           | Достижение                                                       | Достижение |
| ---- | ----------------- | ---------------------------------------------------------------- | ---------- |
| 2010 | Брэндон Уит Кингз | Попадание во вторую Сборную всех звёзд Восточной конференции WHL |            |
| 2010 | Брэндон Уит Кингз | Попадание в Сборную всех звёзд Мемориального Кубка               |            |

Взрослая карьера
| Год  | Команда            | Достижение                             | Достижение |
| ---- | ------------------ | -------------------------------------- | ---------- |
| 2017 | Нью-Йорк Айлендерс | Приз игроку НХЛ за благотворительность |            |